# Elaeodopsis
Elaeodopsis is een geslacht van vlinders van de familie Uilen (Noctuidae), uit de onderfamilie Amphipyrinae.

## Soorten
- E. girardi Laporte, 1972
- E. loxoscia Prout A. E., 1927
- E. rougeoti (Laporte, 1970)
- E. turlini Laporte, 1978